# Rozsudek
Rozsudek je druh soudního rozhodnutí, kterým se autoritativním způsobem vyslovuje výsledek soudního řízení ve věci samé (tzv. meritorní rozhodnutí). Rozsudkem se také rozhoduje o dalších věcech, je-li o nich rozhodováno společně s rozhodnutím ve věci samé, nebo o dalších procesními předpisy vymezených věcech, jejichž význam odpovídá významu meritorního rozhodnutí. Rozsudkem rozhodují výlučně soudy, rozhodnutí jiných orgánů (např. správních úřadů či jiných orgánů činných v trestním řízení) se nikdy jako rozsudky neoznačují, i když jsou činěna ve věci samé. Příslušné procesní předpisy upravují obsahové náležitosti rozsudku a také způsob jeho oznámení (veřejné vyhlášení a doručení písemného vyhotovení).

## Rozsudek v českém právu

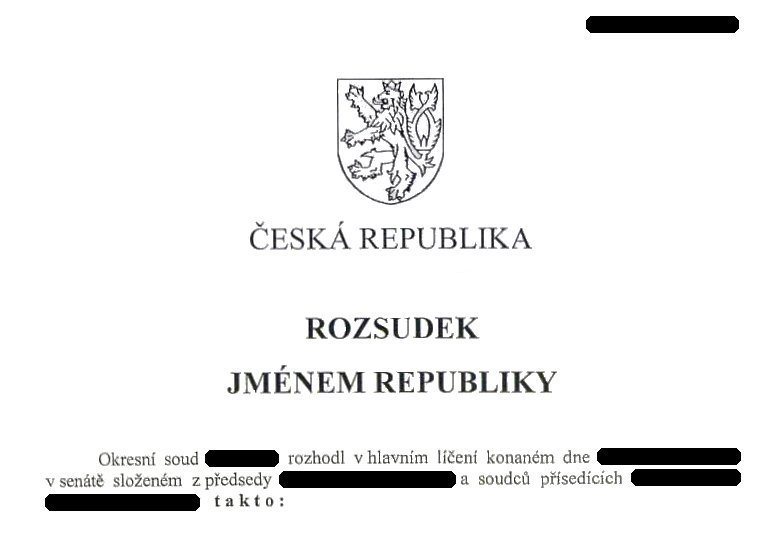
Úvodní část trestního rozsudku

### Vyhlášení a písemné vyhotovení
Rozsudek se vyhlašuje zpravidla hned po skončení soudního jednání, pokud ale rozhoduje soudní senát, až po poradě a hlasování jeho členů, čemuž nesmí být přítomen nikdo kromě nich a zapisovatelky. Při hlasování mají všichni členové senátu (včetně případných přísedících) jeden hlas; hlasuje se podle věku a předseda senátu hlasuje jako poslední. Stanovisko, které je odlišné od přijatého rozhodnutí, lze uvést jako votum separatum v protokolu o hlasování.
Rozsudek se vyhlašuje vždy veřejně, a to i v případě, kdy účast veřejnosti byla v předcházejícím řízení vyloučena. Vyhlášení se provádí slavnostním a důstojným způsobem, kdy všechny přítomné osoby včetně soudců povstanou. V úvodu se slovy „Jménem republiky“ zdůrazňuje skutečnost, že rozsudek je autoritativním rozhodnutím státní moci. Ve stoje je vyhlášen výrok rozsudku, pokud soud následně stručně ústně rozsudek odůvodňuje, činí se tak již v sedě. Okamžikem ústního vyhlášení je soud, který rozsudek vynesl, tímto rozsudkem vázán.
Rozsudek následně soud vyhotoví i v písemné formě, která v horní části první strany obsahuje vyobrazení malého státního znaku, na konci každého vyhotovení je otisk kulatého razítka soudu také s vyobrazením malého státního znaku, originál rozsudku je podepsán předsedou senátu či samosoudcem, výjimečně jiným členem senátu nebo jiným soudcem. Písemné vyhotovení rozsudku je veřejnou listinou. Po jeho doručení všem účastníkům řízení a po uplynutí lhůty k podání řádného opravného prostředku, či po vzdání se práva ho podat anebo po jeho zamítnutí je rozsudek pravomocný a po uplynutí lhůty k plnění i vykonatelný. Pokud by se v písemném vyhotovení vyskytly nějaké písařské chyby, může je vždy soudce usnesením opravit.

### Rozsudek v trestním řízení
V trestním řízením pouze rozsudkem může být po provedeném hlavním líčení vyslovena vina obžalovaného a uložen mu trest (tzv. odsuzující rozsudek). Rozsudkem se také po provedeném hlavním líčení rozhoduje o zproštění obžalovaného podané obžaloby (tzv. zprošťující rozsudek). Písemné vyhotovení rozsudku v trestním řízení má tyto části:
- úvodní část – obsahuje úvodní prohlášení „Jménem republiky“ včetně označení „Česká republika“ jako státu, jehož jménem je rozsudek činěn, slovo „rozsudek“, dále označení soudu, soudců (samosoudce či složení senátu), místa a dne vyhlášení, jakož i označení obžalovaného,
- výrok (enunciát) – jde o podstatu rozsudku, ve výroku je uvedeno jakým způsobem se rozhoduje, obsahuje popis skutku, pro který se trestní stíhání vedlo, jeho právní posouzení, zda se obžalovaný shledává vinným nebo zda se podané obžaloby zprošťuje, v případě odsouzení zda a jaký se obžalovanému ukládá trest, dále může obsahovat i rozhodnutí o ochranném opatření, výroky o vzájemném vztahu k jiným rozhodnutím (výrok o zrušení jiných rozhodnutí či jejich částí), rozhodnutí o nároku na náhradu škody, pokud jej poškozený řádně a včas v řízení uplatnil,
- odůvodnění – zde soud vyloží, jaké důkazy provedl, jak je hodnotil, jaká zjištění na jejich podkladě učinil a jakým způsobem věc posoudil po právní stránce; odůvodnění se nevyhotovuje u rozsudku samosoudce, pokud se státní zástupce i obžalovaný vzdali práva odvolání (tzv. zjednodušený rozsudek),
- poučení – obsahuje informaci, zda je či není přípustný opravný prostředek, jaký konkrétně, kde a v jaké lhůtě jej lze podat.

V trestním řízení se rozsudkem rozhoduje také v řízení o stížnosti pro porušení zákona, pokud Nejvyšší soud České republiky vyslovuje, že napadeným rozhodnutím byl porušen zákon, a také při rozhodování o výkonu trestního rozsudku cizího státu na území České republiky.

### Rozsudek v občanském soudním řízení
Písemné vyhotovení rozsudku v občanském soudním (civilním) řízení obsahuje:
- úvodní část – obsahuje úvodní prohlášení „Jménem republiky“ včetně označení „Česká republika“ jako státu, jehož jménem je rozsudek činěn, slovo „rozsudek“, dále označení soudu, soudců (samosoudce či složení senátu), označení účastníků řízení a jejich zástupců, účast dalších subjektů na řízení (např. účast státního zastupitelství), označení projednávané věci,
- výrok (enunciát) – jde o jádro rozsudku, v němž je uvedeno jakým způsobem se rozhoduje, zda a jaká se ukládá povinnost žalovanému, zda se žaloba zcela či zčásti zamítá apod., dále obsahuje i výrok o náhradě nákladů řízení či alespoň o jejich základu,
- odůvodnění – zde soud vyloží, čeho se žalobce domáhal, jak se k věci vyjádřil žalovaný, které skutečnosti má soud za prokázané, o jaké důkazy svá zjištění opírá, jak hodnotil provedené důkazy a jak věc posoudil po právní stránce,
- poučení – informace o tom, zda je přípustný opravný prostředek, v jaké lhůtě a kde jej lze podat, a také poučení o možnosti výkonu rozhodnutí,
- den a místo vyhlášení.

Rozsudkem soud zásadně rozhoduje vždy o celém předmětu řízení, tedy o všem, čeho se žalobce v žalobě domáhal. Výjimečně, je-li to z hlediska hospodárnosti řízení účelnější, může soud nejprve rozhodnout jen o části uplatněného nároku nebo jen ve vztahu k určitému účastníkovi řízení v postavení samostatného společníka částečným rozsudkem. Tento postup může být vhodný např. v případě, kdy určitá část uplatněného nároku již není mezi účastníky sporná, po rozhodnutí o ní může být částečný rozsudek vykonán, zatímco o zbytku se řízení vede dále. Jinou výjimkou z vyčerpání celého předmětu řízení rozsudkem je mezitímní rozsudek, v němž je rozhodnuto pouze o základu věci. Takový postup je účelný v případech, kdy je spornou jak otázka samotné existence nároku, tak i jeho výše. Typickým příkladem může být rozhodování ve sporech o náhradu újmy, kdy se mezitímním rozsudkem vysloví závěr, zda v daném případě je vůbec odpovědnost za škodu dána či ne, v kladném případě se po právní moci mezitímního rozsudku v pokračujícím řízení stanoví výše náhrady škody. Částečný nebo mezitímní rozsudek musejí být ve svém úvodu jako takové označeny, aby bylo zřejmé, že se nejedná o rozhodnutí o celém předmětu řízení. Nebylo-li rozsudkem rozhodnuto o všech podstatných otázkách, lze vydat doplňující rozsudek.
Zvláštními druhy civilních rozsudků jsou také rozsudek pro uznání a rozsudek pro zmeškání. Rozsudek pro uznání soud učiní, jestliže žalovaný v průběhu řízení uzná uplatňovaný nárok či jeho základ a pokud to nevylučuje povaha nároku (nelze jej vydat ve věcech, v nichž nelze uzavřít a schválit smír). Je-li nárok uznán jen z části, soud může vydat rozsudek pro uznání jen na návrh žalobce. Pro vydání tohoto rozsudku nemusí být nařizováno soudní jednání a je možno ho použít i tehdy, pokud se v důsledku koncentrace řízení má za to, že žalovaný nárok uznal. To platí tehdy, pokud se žalovaný na výzvu soudu bez vážného důvodu a včas nevyjádří, zda žalobní nárok uznává či nikoli, nebo nedostaví-li se k přípravnému jednání, ačkoli byl řádně a včas předvolán.
Rozsudek pro zmeškání (též kontumační rozsudek) může být vydán v případě, kdy se žalovaný, kterému byla řádně a včas doručena žaloba a předvolání, bez důvodné a včasné omluvy nedostaví k prvnímu jednání ve věci (jestliže je ve věci více žalovaných a rozsudek by se vztahoval na všechny, musí soudní jednání takto zmeškat všichni). Žalobce, který se k jednání dostavil, pokud to nevylučuje povaha uplatňovaného nároku, může navrhnout, aby jeho tvrzení o skutkových okolnostech byla považována za nesporná a aby soud rozhodl rozsudkem pro zmeškání. Nelze jej také vydat ve věcech, v nichž nelze uzavřít a schválit smír, nebo došlo-li by ke vzniku, změně nebo zrušení právního poměru mezi účastníky řízení. Pokud by byl vydán rozsudek pro zmeškání, ale žalovaný se k soudu nedostavil z omluvitelného důvodu, který prokáže, soud jej na návrh zruší a dál pokračuje v řízení. Návrh na jeho zrušení ale musí podat nejpozději do doby, než rozhodnutí nabyde právní moci. Jestliže by žalovaný využil i odvolání a návrhu na zrušení rozsudku pro zmeškání by bylo vyhověno, k odvolání se dále nebude přihlížet.
Oba tyto zvláštní druhy rozsudků musí být ve svém úvodu také příslušným způsobem označeny, ale jejich odůvodnění obsahuje kromě předmětu řízení pouze důvody, proč bylo rozhodnuto právě tímto způsobem. Stručné odůvodnění obsahují také rozsudky, proti kterým není odvolání přípustné (tzv. bagatelní spory o plnění nepřevyšující 10 000 Kč) nebo proti kterým se všichni účastníci řízení práva odvolání vzdali.